# Shoma Otoizumi
Shoma Otoizumi (音泉 翔眞 Otoizumi Shoma?), född 7 juli 1996 i Chiba prefektur, är en japansk fotbollsspelare.
Otoizumi började sin karriär 2019 i Tokyo 23 FC. 2020 flyttade han till YSCC Yokohama. Han spelade 32 ligamatcher för klubben. 2021 flyttade han till Kataller Toyama.